# Danilo Pérez
Danilo Pérez (29 de diciembre de 1965 - ) es un pianista, compositor y jazzista panameño.

## Biografía
Comenzó en la música a la edad de 3 años, cuando fue entrenado por su padre, quien era un cantante y líder de orquesta. A la edad de 10 años estudió el repertorio de piano clásico europeo en el Conservatorio Nacional de Panamá. Después de graduarse en electrónica, se ganó una beca para estudiar en la Indiana University de Pensilvania, Estados Unidos y en 1985 estudió jazz en el Berklee College of Music. Entre 1985 y 1988, cuando aún era estudiante llegó a tocar con varios músicos como Jon Hendricks, Terence Blanchard, Claudio Roditi y Paquito D’Rivera. Adicionalmente produjo el disco Reunión y tocó en el disco ganador de un Grammy, Danzón.
En la década de 1980 tocó y grabó con varios músicos de jazz incluyendo a Dizzy Gillespie, Jack DeJohnette, Charlie Haden, Michael Brecker, Joe Lovano, Tito Puente, Gerardo Núñez, Wynton Marsalis, John Patitucci, Tom Harrell, Gary Burton, Wayne Shorter, Roy Haynes, Steve Lacy, entre otros. Formó parte de la Orquesta de las Naciones Unidas dirigida por Dizzy Gillespie; siendo el miembro más joven del grupo asimiló los estilos del be-bop y post-bop y fue miembro del disco premiado con un Grammy, Live At The Royal Festival.
Hacia 1993 se concentró en trabajar con sus propios grupos y realizó los discos Danilo Pérez (1993) y The Journey (1994), este último estuvo en las listas de los mejores álbumes del año. La revista de jazz Downbeat lo nombró dentro de los mejores CD de la década de 1990 y recibió el premio Jazziz Critics Choice Award.
En 1995 se convirtió en el primer latinoamericano que formó parte del grupo de Wynton Marsalis y el primer músico de jazz que tocó con la Orquesta Sinfónica de Panamá. En 1996 grabó su disco PanaMonk que además de ser nombrado una “obra maestra del jazz” por el New York Times, fue escogido como uno de los 50 discos más importantes del jazz piano por la revista Downbeat. Con el disco Central Avenue, de 1998, ganó su primera nominación al premio Grammy como “Mejor Álbum de Jazz”. En 2003 grabó el disco … Till Then, que incluye composiciones de cantautores de Brasil, Chile, Cuba, Estados Unidos y Panamá. Estas grabaciones acumularon numerosos premios y estuvieron dentro de las listas de los mejores CD del año.
Danilo Pérez se ha destacado como compositor incluyendo comisiones para los Juegos Olímpicos de 1996, el Concorzo Internazionale en Bolonia (1997), el Chicago Jazz Festival (1999), el Jazz At the Lincoln Center (2000 y 2002), entre otros. También es parte del cuarteto de Wayne Shorter; grabó con Shorter en los discos Alegría y Footprints Live!.
Fue Embajador de Buena Voluntad de UNICEF Panamá, presidente y fundador del Panama Jazz Festival y director artístico de la serie Mellon Jazz Up Close Series en el Kimmel Center de Filadelfia. También es profesor de música en el Berklee College of Music y en el New England Conservatory of Music y hace giras con su trío que incluye el bajista Ben Street y el baterista Adam Cruz.

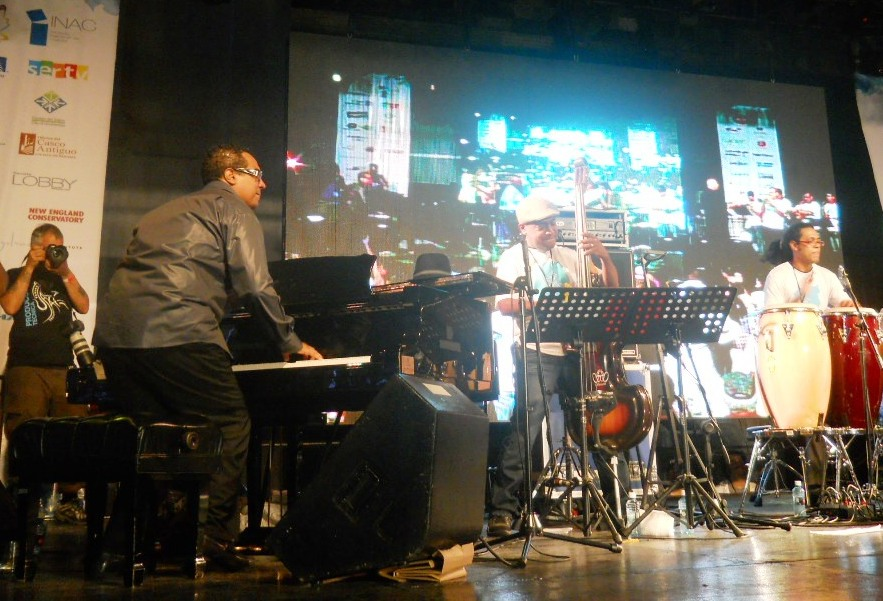
Danilo Pérez en el Panama Jazz Festival 2012

## Discografía
- Danilo Pérez (con Santi Debriano, Jack DeJohnette, Joe Lovano, David Sánchez, Rubén Blades), 1993.
- The Journey (con David Sánchez, Milton Cardona, Ignacio Berroa, Kimati Dinizulu, George Garzone, Larry Grenadier), 1994.
- Danzon (con Arturo Sandoval, Giovanni Hidalgo, Carlos Gómez, Juan Nogueras, Rigo Herrera, Rita Quintero, Cheito Quinones, Bill Cosby, Kenny Anderson, Dana Teboe, Ed Calle, René Toledo, Richard Eddy, Gloria Estefan, Roger Ingram, Sal Cuevas, Félix Gómez, Eddy Rivera, Vikki Carr, Dave Valentin, Willy Chirino), 1994.
- PanaMonk (con Terri Lyne Carrington, Avishai Cohen, Jeff "Tain" Watts, Olga Roman), 1996.
- Central Avenue (con John Patitucci, Jeff Ballard, Jeff "Tain" Watts, Luciana Souza, Raul Vital), 1998.
- Motherland (con Claudia Acuña, Greg Askew, Aquiles Baez, Brian Blade, Louis Bauzo, Richard Bona, Richard Byrd, Regina Carter, Carlos Henríquez, Chris Potter, Luisito Quintero, Kurt Rosenwinkel, Antonio Sánchez, Luciana Souza, Diego Urcola, Ricaurte Villarreal), 2000.
- Footprints Live (con Wayne Shorter, John Patitucci, Brian Blade), 2002.
- ...Till Then (con John Patitucci, Brian Blade, Ben Street, Lizz Wright, Donny McCaslin, Adam Cruz), 2003.
- Danilo Perez Trio Live at the Jazz Showcase (con Adam Cruz, Ben Street), 2005.